# Erich Engel
Erich Engel (Hamburg, 1891. február 14. – Berlin, 1966. május 10.) német film- és színházi rendező, kétszeres NDK Nemzeti-díjas. Fia, Thomas Engel (1922–2015) német filmrendező volt.

## Életpályája
Színi tanulmányokat folytatott, majd színházi rendező lett. Dolgozott Hamburgban, Münchenben és Berlinben. 1917–1918 között dramaturgként dolgozott. 1923-tól Max Reinhardt munkatársa volt. 1924-ben Berlinbe költözött. 1930 körül került a filmhez. 1933–1945 között szórakoztató filmeket készített. 1945 után az NDK és az NSZK területén egyaránt forgatott; a Münchner Kammerspiele intendánsa volt. 1949-ben átköltözött az NDK-ba, ahol a Berliner Ensemble főrendezője lett.
Igen népszerűek voltak könnyed, derűs vígjátékai, amelyeknek általában Jenny Jugo volt a főszereplője. A híres Berliner Ensemble rendezőjeként több közismert Brecht-művet emlékezetes módon a színpadra (Koldusopera; 1930, Kurázsi mama; 1961). Igényes művész volt a könnyű műfajban is.

## Filmjei

### Filmrendezőként
- Egy fodrászszalon rejtelmei (1923)
- Inge és a milliók (Inge und die Millionen) (1933)
- Magasiskola (Hohe Schule) (1934)
- Pechmarie (1934) (forgatókönyvíró is)
- Pygmalion (1935)
- Egy királynő leányévei (Mädchenjahre einer Königin) (1936)
- Az éjszaka a császárral (Die Nacht mit dem Kaiser) (1936)
- Veszélyes játék (Gefährliches Spiel) (1937)
- A szájkosár (Der Maulkorb) (1938)
- Reménytelen eset (1939)
- Hotel Sacher (1939)
- Nanette (1940)
- Gazdátlan szív (1940)
- A mi doktorkisasszonyunk (Unser Fräulein Doktor) (1940)
- Egy szerelmes nyár (1942)
- Kivirul az öreg szív (1943)
- Éljen az élet! (Es lebe die Liebe) (1944)
- Utazás a boldogságba (Fahrt ins Glück) (1944)[9]
- Hol van Balling úr? (Wo ist Herr Belling?) (1945)
- A Blum-ügy (1948)
- A bunda (Der Biberpelz) (1949)
- Jöjjön elsején! (Kommen Sie am Ersten) (1951)
- Strotthoff konzul (Konsul Strotthoff) (1954)
- Az életem férfija (Der Mann meines Lebens) (1954) (forgatókönyvíró is)
- Szerelem illúzió nélkül (Liebe ohne Illusion) (1955)
- Te vagy az igazi! (Du bist die Richtige) (1955)
- Isten és ember előtt (Vor Gott und den Menschen) (1955)
- Denevérraj (Geschwader Fledermaus) (1958)

### Forgatókönyvíróként
- Kurázsi mama (1961)